# ファイアーライト
『ファイアーライト』（Firelight）は、1997年のイギリス・フランスのドラマ映画。ソフィー・マルソー、スティーヴン・ディレイン出演。ストーリーは、女性の父親が負った借金を返済するために、彼女が名前も知らない英国の地主の子供を出産することから始まる。撮影はイングランドのファーレとフランスのカルヴァドス県で行われた。1997年9月14日にドーヴィル・アメリカ映画祭でプレミア公開された。日本ではソフト発売時に『ファイアーライト/情炎の愛』と改題された。

## ストーリー
女性が自由に職を選べなかった時代の1837年、イギリスを訪れたエリザベス・ローリエは父の背負った多額の借金を返済するために、ある地主の男性の面接を受けていた。仕事の内容はその男性の子供を妻の代わりに出産するというものだった。面接で男性は顔を隠し、ジャゴ夫人に質問を任せていた。そして男性はエリザベスに、こんなことをしなくても金を手に入れる手段は他にもあると伝えるが、彼女からその方法を聞かれて言葉に詰まる。エリザベスの覚悟を知った男性は、彼女と子供を作ることに決める。そして2人は待ち合わせ場所である宿泊施設に向かい、そこでエリザベスは3日間男性と毎晩セックスすることになる。暖炉の炎の光だけが輝く部屋で初めて男性の顔を見たエリザベスは、最初は事務的にセックスをしていたが徐々に彼と打ち解けていく。3日経ち男性と別れた彼女は、その後無事出産を終えて彼に子供を引き渡す。
出産から7年が過ぎ、エリザベスはその間ずっと子供のことを気にかけていた。一方彼女に出産を頼んだ男性、チャールズ・ゴドウィンは、共に牧羊事業を経営しようとしているジョン・テイラーと社交パーティに出席していた。チャールズの父クレア卿は、息子とは違い数多くの女性と愛人関係を持っており、2人はそんな彼を皮肉をこめて怪物と呼んでいた。エリザベスは調査の結果チャールズのことを突き止め、住み込みの家庭教師として彼の家に入る。家で名前も顔も知らない自分の子供を探していた彼女は、湖に建てられた小屋が彼女の隠れ家であることを聞き、待ち伏せしてその子供ルイザと対面する。だがルイザは過保護なチャールズに甘やかされて育ったため、非常にわがままな子供になっていた。エリザベスは、チャールズの妻であるエイミーの妹コンスタンスから家庭の事情を聞き、エイミーは落馬事故で寝たきりになっていることを知る。翌日帰宅したチャールズは、エリザベスが家庭教師として家に来たことに驚愕する。チャールズはエリザベスに会わない約束だと話すが、彼女から当時は負債があったためやむを得ず子供と別れたが、どうしても忘れることができなかったと伝えられる。しかしチャールズはこのことが周囲に知られるわけにはいかないと、彼女に出て行ってくれるよう頼む。そして後任の家庭教師とエリザベスの働き口が見つかるまでの1ヶ月の間は、彼女がルイザのしつけを担当することになった。
エリザベスはチャールズに連れられ、表情と言葉を失い寝たきりになっているエイミーと会い、彼女を哀れむ心があるなら2人の関係について口をつぐんで欲しいと言われる。それから彼女は、自分の思い通りにならないと気に入らない性格のルイザにあえて厳しく接し、チャールズがいなくなった後も自立して生きていけるようにしつけ直そうとする。チャールズはそんな彼女のしつけを見てルイザに優しく接するよう伝えるが、逆に甘やかすことと愛情は別物だと言い返される。そしてチャールズ以外にはエリザベスのしつけ方法は好評で、ルイザが反発するなかでエリザベスは愛情を持って彼女のしつけを続けていく。

## キャスト
| 役名                   | 俳優                     | 日本語吹替 |
| ---------------------- | ------------------------ | ---------- |
| エリザベス・ローリエ   | ソフィー・マルソー       | 日野由利加 |
| チャールズ・ゴドウィン | スティーヴン・ディレイン | 江原正士   |
| ルイザ・ゴドウィン     | ドミニク・ベルコート     | 岡村明美   |
| ジョン・テイラー       | ケヴィン・アンダーソン   | 世古陽丸   |
| コンスタンス           | リア・ウィリアムズ       | 有馬瑞香   |
| クレア卿               | ジョス・アクランド       | 藤本譲     |
| モリー・ホランド       | サリー・デクスター       | 江川泰子   |
| エレン                 | エマ・エイモス           | 浜野ゆうき |
| ジャゴ夫人             | マギー・マッカーシー     | 岡本嘉子   |
| サスマン               | ヴォルフ・カーラー       |            |
| エイミー・ゴドウィン   | アナベル・ギルズ         |            |
| ロバート・エイムス     | ジョン・フラナガン       | 後藤敦     |
| ハンナ                 | ヴァレリー・ミニフィー   |            |
| メイドメント夫人       | ダイアナ・ペイアン       |            |
| ハースト夫人           | メリッサ・ナッチブル     | 児玉孝子   |
| ウィリアム             | ハリー・ジョーンズ       | 品川徹     |

## スタッフ
- 監督・脚本：ウィリアム・ニコルソン
- 製作：ブライアン・イーストマン
- 製作総指揮：カーメン・フィネストラ（英語版）、リック・リード、デヴィッド・マクファッゼン（英語版）、マット・ウィリアムズ（英語版）
- 撮影監督：ニック・モリス
- プロダクションデザイナー：ロブ・ハリス
- 編集：クリス・ウィンブル
- 衣裳デザイン：アンドレア・ゲイラー
- 音楽：クリストファー・ガニング（英語版）
- 日本語字幕：細川直子

## 受賞
| 映画祭・賞                     | 部門                   | 候補           | 結果       |
| ------------------------------ | ---------------------- | -------------- | ---------- |
| イギリス映画撮影監督協会賞     | 撮影賞                 | ニック・モリス | ノミネート |
| サン・セバスティアン国際映画祭 | 審査員賞（撮影賞）     | ニック・モリス | 受賞       |
| サン・セバスティアン国際映画祭 | ゴールデンシーシェル賞 | ニック・モリス | 受賞       |